# تاری فیلیپس
تاری فیلیپس (انگلیسی: Tari Phillips؛ زادهٔ ۶ مارس ۱۹۶۹) بازیکن بسکتبال اهل ایالات متحده آمریکا است.
وی در مسابقات کشوری و بین‌المللی در مجموع برندهٔ ۱ مدال طلا، ۱ مدال برنز شده‌است.